# Stazione di Anthéor-Cap-Roux
La stazione di Anthéor-Cap-Roux (in francese Gare du Anthéor-Cap-Roux) è una fermata ferroviaria posta sulla Marsiglia-Ventimiglia. Serve Saint Raphaël, Francia.